# Línea 155 (Interurbanos Madrid)

Esquema de dársenas del intercambiador subterráneo de Plaza de Castilla

La línea 155 de la red de autobuses interurbanos de Madrid une la terminal subterránea del Intercambiador de Plaza de Castilla con El Soto de La Moraleja (Alcobendas).

## Características
Esta línea une a los habitantes de El Soto de La Moraleja y parte de La Moraleja con el norte de Madrid y viceversa, con un recorrido que dura aproximadamente 25 min entre cabeceras. Realiza un recorrido circular por El Soto.
Al llegar a El Soto de La Moraleja la línea tiene un circuito neutralizado/interno (esto es que el recorrido de vuelta no circula por las mismas calles que el de ida) y a efectos prácticos se considera un recorrido circular dentro de El Soto. A pesar de que la línea cuente con una cabecera para las expediciones de vuelta situada en la Calle del Camino Nuevo en la plaza de entrada a El Soto, los horarios del CRTM consideran las horas de salida hacia Madrid lo hacen en la Calle de la Begonia y en la página web de Interbus (la empresa concesionaria) la línea es considerada plenamente circular.
Esto da lugar a que los servicios que llegan a El Soto a la cabecera de vuelta en la Calle del Camino Nuevo ya establezcan en los carteles electrónicos y la programación del ordenador de a bordo como un servicio a Madrid y permiten subir a viajeros con destino Madrid; pero al llegar a la Calle de la Begonia deberán respetar los horarios establecidos en caso de llegar antes de tiempo (puesto que esa es la "cabecera" del circuito neutralizado interior) y esperar a la hora correcta antes de continuar el recorrido.
Algunas expediciones comienzan o terminan su recorrido en el Intercambiador de Plaza de Castilla en superficie, puesto que operan en horas en las que la parte subterránea aún no ha abierto para la circulación de autobuses por la mañana o ya ha cerrado por la noche. Dichas expediciones circulan como servicios nocturnos las noches de viernes y vísperas de festivos, además de las noches de los sábados laborables, domingos y festivos.
Algunas expediciones no realizan el recorrido circular por El Soto y en cambio terminan su servicio en la Calle de la Begonia. Los sábados laborables, domingos y festivos, la línea prolonga su recorrido pasando por la Calle del Nardo y el Centro Cívico Anabel Segura.
Siguiendo la numeración de líneas del CRTM, las líneas que circulan por el corredor 1 son aquellas que dan servicio a los municipios situados en torno a la A-1 y comienzan con un 1. Aquellas numeradas dentro de la decena 150 corresponden a aquellas que circulan por Alcobendas y San Sebastián de los Reyes. Particularmente, los números impares en la decena 150 circulan por Alcobendas y los números pares lo hacen por San Sebastián de los Reyes.
La línea no mantiene los mismos horarios todo el año, desde el 16 de julio al 31 de agosto se reducen el número de expediciones los días laborables entre semana (sábados laborables, domingos y festivos tienen los mismos horarios todo el año), además de los días excepcionales vísperas de festivo y festivos de Navidad en los que los horarios también cambian y se reducen.
Está operada por la empresa Interbus mediante la concesión administrativa VCM-101 - Madrid - Alcobendas - Algete - Tamajón (Viajeros Comunidad de Madrid) del Consorcio Regional de Transportes de Madrid.

### Sublíneas
Aquí se recogen todas las distintas sublíneas que ha tenido la línea 155, incluyendo aquellas dadas de baja. La denominación de sublíneas que utiliza el CRTM es la siguiente:
- Número de línea (155)
- Sentido de circulación (1 ida, 2 vuelta)
- Número de sublínea

Por ejemplo, la sublínea 155104 corresponde a la línea 155, sentido 1 (ida) y el número 04 de numeración de sublíneas creadas hasta la fecha.
Las sublíneas marcadas en negrita corresponden a sublíneas que actualmente se encuentran dadas de baja.
| Ida    | Ruta                           | Itinerario                                        | Vuelta | Ruta                             | Itinerario                                                              |
| 155101 | -                              | Madrid - El Soto                                  | 155201 | No existe la ruta "-" de vuelta  | No existe la ruta "-" de vuelta                                         |
| 155102 | s                              | Madrid superficie - El Soto                       | 155202 | No existe la ruta "s" de vuelta  | No existe la ruta "s" de vuelta                                         |
| 155103 | Desconocido                    | Desconocido                                       | 155203 | Desconocido                      | Desconocido                                                             |
| 155104 | sa                             | Madrid superficie - El Soto (Centro Cívico)       | 155204 | No existe la ruta "sa" de vuelta | No existe la ruta "sa" de vuelta                                        |
| 155105 | No existe la ruta "cn" de ida  | No existe la ruta "cn" de ida                     | 155205 | cn                               | El Soto (Calle del Camino Nuevo) - Madrid                               |
| 155106 | b                              | Madrid - El Soto (Calle de la Begonia)            | 155206 | No existe la ruta "b" de vuelta  | No existe la ruta "b" de vuelta                                         |
| 155107 | No existe la ruta "cna" de ida | No existe la ruta "cna" de ida                    | 155207 | cna                              | El Soto (Calle del Camino Nuevo) - Madrid, por Centro Cívico            |
| 155108 | sb                             | Madrid superficie - El Soto (Calle de la Begonia) | 155208 | No existe la ruta "sb" de vuelta | No existe la ruta "sb" de vuelta                                        |
| 155109 | No existe la ruta "cns" de ida | No existe la ruta "cns" de ida                    | 155209 | cns                              | El Soto (Calle del Camino Nuevo) - Madrid superficie                    |
| 155110 | No existe la ruta "cas" de ida | No existe la ruta "cas" de ida                    | 155210 | cas                              | El Soto (Calle del Camino Nuevo) - Madrid superficie, por Centro Cívico |

### Circuito neutralizado
La línea cuenta con lo que se denomina un circuito neutralizado o circuito interno, dentro de la urbanización El Soto de La Moraleja. Esta denominación se aplica a líneas cuyos recorridos de ida y de vuelta no discurren por las mismas calles, en concreto cuando al llegar al final del trayecto se realiza un recorrido circular antes de volver en sentido inverso. Un circuito neutralizado cumple unos propósitos:
- Dar servicio a una zona amplia, como por ejemplo en este caso la urbanización, se realiza todo el recorrido "circular" dentro de la urbanización y se espera la hora de vuelta al final de la misma. Así el autobús procedente de Madrid no para parará dentro de la urbanización a esperar su hora de regreso, evitando así que los viajeros procedentes de Madrid con destino la urbanización se detengan en el comienzo de la misma o en algún punto intermedio hasta esperar que comience el servicio de vuelta que se completa el recorrido por la urbanización.
- Los viajeros que quieran moverse dentro del recorrido "circular" podrán hacerlo sin que el autobús se detenga.
- Como un punto de regulación de horarios y frecuencias. El servicio procedente de Madrid se detendrá una vez realizado todo el circuito interno de la urbanización, recogiendo a viajeros con destino Madrid y parará para establecer una hora de salida de vuelta correcta.

En el caso particular de la línea 155, el punto de espera está dentro de la urbanización El Soto, por lo que su recorrido se podría considerar algo intermedio entre un circuito neutralizado y una línea de ida/vuelta tradicional. Los viajeros procedentes de Madrid con destino algún punto de la urbanización que pertenezca al recorrido de "vuelta" deberán esperar a que el autobús reanude la marcha en el punto central del recorrido.
La naturaleza de los circuitos neutralizados (especialmente en líneas interurbanas con pocos servicios) es propenso a causar confusión y dificulta que los viajeros de vuelta conozcan con exactitud a que hora deberán esperar al autobús. Para un viajero que procede de Madrid esta peculiaridad es invisible; pero los viajeros dentro del circuito neutralizado que quieran volver, deberán prever la hora de llegada del servicio procedente de Madrid con antelación puesto que la hora de salida a Madrid se da al final del circuito neutralizado.
Una característica común a las líneas con circuito neutralizado son sus sublíneas. No disponen de una sublínea estándar de vuelta, sino que la sublínea de vuelta es aquella que se marca en el ordenador de a bordo al llegar al comienzo del circuito neutralizado. De esta manera, el autobús al llegar a la primera parada del circuito neutralizado comenzará a marcar en el cartel electrónico como destino Madrid, puesto que los viajeros de vuelta deberán subirse ahí ya que el autobús no volverá a pasar por esa parada de vuelta como una línea con un recorrido tradicional. A los viajeros procedentes de Madrid con destino un punto dentro del circuito neutralizado no se les pedirá abonar un billete ni picar el Abono Transportes al cambiar de recorrido, puesto que para ellos el autobús no se detiene, no ven el cambio del cartel electrónico, y se bajarán en la parada deseada sin que este cambio de trayecto en el ordenador de a bordo les afecte.
En el caso particular de la línea 155, el circuito neutralizado comienza (como bien indican las sublíneas de vuelta) en la entrada de la urbanización El Soto: en Calle del Camino Nuevo en la parada 06839. Desde aquí los servicios procedentes de Madrid marcarán en su ordenador de a bordo y en el cartel electrónico el destino Madrid. La línea realizará un recorrido "circular" en la urbanización El Soto pero se detendrá dentro de la misma, en la parada 11277 en la Calle de la Begonia. Será aquí cuando el autobús deberá detenerse para cumplir su hora programada de vuelta a Madrid en caso de haber llegado antes de la misma. Dicha hora es la que se muestra en los horarios de vuelta de la línea.
Existen algunos servicios de la línea que proceden directamente de la urbanización, en cuyo caso se desconoce si existe una hora programada fija para comenzar su recorrido al comienzo del circuito, pero la hora de salida hacia Madrid se mantiene. Aproximadamente debería ser 5 minutos antes de la hora programada hacia Madrid, puesto que aproximadamente se tardan 15 minutos en llegar a la urbanización, y con base en los horarios de vuelta el servicio de vuelta se realiza tras 20 minutos de la salida de Madrid.
En el corredor 1 la situación de circuito neutralizado se da en las líneas 155, 155B, 156, 157, 157C, 161 y 171.

## Horarios

### 1 septiembre - 15 julio
| Lunes a viernes laborables              | Lunes a viernes laborables | Sábados laborables, domingos y festivos | Sábados laborables, domingos y festivos |
| Madrid > El Soto                        | El Soto > Madrid           | Madrid > El Soto                        | El Soto > Madrid                        |
| 07:00                                   | 06:55                      | 08:00                                   | 08:20                                   |
| 07:15                                   | 07:15                      | 09:00                                   | 09:20                                   |
| 07:30                                   | 07:30                      | 10:00                                   | 10:20                                   |
| 07:45                                   | 07:45                      | 11:00                                   | 11:20                                   |
| 08:00                                   | 08:00                      | 12:00                                   | 12:20                                   |
| 08:10                                   | 08:15                      | 13:00                                   | 13:20                                   |
| 08:20                                   | 08:25                      | 14:00                                   | 14:20                                   |
| 08:30                                   | 08:35                      | 15:00                                   | 15:20                                   |
| 08:40                                   | 08:45                      | 16:00                                   | 16:20                                   |
| 08:50                                   | 08:55                      | 17:00                                   | 17:20                                   |
| 09:00                                   | 09:05                      | 18:00                                   | 18:20                                   |
| 09:10                                   | 09:15                      | 19:00                                   | 19:20                                   |
| 09:20                                   | 09:25                      | 20:00                                   | 20:20                                   |
| 09:30                                   | 09:45                      | 21:00                                   | 21:20                                   |
| 09:45                                   | 10:00                      | 22:00                                   | 22:20                                   |
| 10:00                                   | 10:20                      | 23:00                                   | 23:20                                   |
| 10:30                                   | 10:50                      | 00:00                                   | 00:20                                   |
| 11:00                                   | 11:20                      | 01:00                                   |                                         |
| 11:30                                   | 11:50                      |                                         |                                         |
| 12:00                                   | 12:20                      |                                         |                                         |
| 12:30                                   | 12:50                      |                                         |                                         |
| 13:00                                   | 13:20                      |                                         |                                         |
| 13:30                                   | 13:50                      |                                         |                                         |
| 14:00                                   | 14:20                      |                                         |                                         |
| 14:20                                   | 14:40                      |                                         |                                         |
| 14:40                                   | 15:00                      |                                         |                                         |
| 15:00                                   | 15:20                      |                                         |                                         |
| 15:20                                   | 15:40                      |                                         |                                         |
| 15:40                                   | 16:00                      |                                         |                                         |
| 16:00                                   | 16:20                      |                                         |                                         |
| 16:20                                   | 16:40                      |                                         |                                         |
| 16:40                                   | 17:00                      |                                         |                                         |
| 17:00                                   | 17:20                      |                                         |                                         |
| 17:20                                   | 17:40                      |                                         |                                         |
| 17:40                                   | 18:00                      |                                         |                                         |
| 18:00                                   | 18:20                      |                                         |                                         |
| 18:20                                   | 18:40                      |                                         |                                         |
| 18:40                                   | 19:00                      |                                         |                                         |
| 19:00                                   | 19:20                      |                                         |                                         |
| 19:30                                   | 19:50                      |                                         |                                         |
| 20:00                                   | 20:20                      |                                         |                                         |
| 20:30                                   | 20:50                      |                                         |                                         |
| 21:00                                   | 21:20                      |                                         |                                         |
| 21:30                                   | 21:50                      |                                         |                                         |
| 22:00                                   | 22:35                      |                                         |                                         |
| 22:30                                   |                            |                                         |                                         |
| 23:00                                   |                            |                                         |                                         |
| Noches de viernes y vísperas de festivo |                            |                                         |                                         |
| 23:40                                   | 23:15                      |                                         |                                         |
| 00:20                                   | 23:55                      |                                         |                                         |
| 01:00                                   | 00:35                      |                                         |                                         |

### 16 julio - 31 agosto
| Lunes a viernes laborables              | Lunes a viernes laborables | Sábados laborables, domingos y festivos | Sábados laborables, domingos y festivos |
| Madrid > El Soto                        | El Soto > Madrid           | Madrid > El Soto                        | El Soto > Madrid                        |
| 07:00                                   | 06:55                      | 08:00                                   | 08:20                                   |
| 07:15                                   | 07:15                      | 09:00                                   | 09:20                                   |
| 07:35                                   | 07:35                      | 10:00                                   | 10:20                                   |
| 08:00                                   | 07:55                      | 11:00                                   | 11:20                                   |
| 08:10                                   | 08:15                      | 12:00                                   | 12:20                                   |
| 08:20                                   | 08:35                      | 13:00                                   | 13:20                                   |
| 08:30                                   | 08:55                      | 14:00                                   | 14:20                                   |
| 08:40                                   | 09:15                      | 15:00                                   | 15:20                                   |
| 09:00                                   | 09:35                      | 16:00                                   | 16:20                                   |
| 09:20                                   | 09:55                      | 17:00                                   | 17:20                                   |
| 09:40                                   | 10:35                      | 18:00                                   | 18:20                                   |
| 10:20                                   | 11:15                      | 19:00                                   | 19:20                                   |
| 11:00                                   | 11:55                      | 20:00                                   | 20:20                                   |
| 11:40                                   | 12:35                      | 21:00                                   | 21:20                                   |
| 12:20                                   | 13:15                      | 22:00                                   | 22:20                                   |
| 13:00                                   | 13:55                      | 23:00                                   | 23:20                                   |
| 13:40                                   | 14:35                      | 00:00                                   | 00:20                                   |
| 14:20                                   | 15:15                      | 01:00                                   |                                         |
| 15:00                                   | 15:55                      |                                         |                                         |
| 15:40                                   | 16:35                      |                                         |                                         |
| 16:20                                   | 17:15                      |                                         |                                         |
| 17:00                                   | 17:35                      |                                         |                                         |
| 17:20                                   | 17:55                      |                                         |                                         |
| 17:40                                   | 18:15                      |                                         |                                         |
| 18:00                                   | 18:35                      |                                         |                                         |
| 18:20                                   | 18:55                      |                                         |                                         |
| 18:40                                   | 19:15                      |                                         |                                         |
| 19:00                                   | 19:55                      |                                         |                                         |
| 19:40                                   | 20:35                      |                                         |                                         |
| 20:20                                   | 21:15                      |                                         |                                         |
| 21:00                                   | 21:55                      |                                         |                                         |
| 21:40                                   | 22:35                      |                                         |                                         |
| 22:20                                   |                            |                                         |                                         |
| 23:00                                   |                            |                                         |                                         |
| Noches de viernes y vísperas de festivo |                            |                                         |                                         |
| 23:40                                   | 23:15                      |                                         |                                         |
| 00:20                                   | 23:55                      |                                         |                                         |
| 01:00                                   | 00:35                      |                                         |                                         |

## Recorrido y paradas

### Sentido El Soto de la Moraleja
La línea inicia su recorrido en el intercambiador subterráneo de Plaza de Castilla, en la dársena 3 (los servicios que parten desde la superficie del intercambiador de Plaza de Castilla lo hacen desde la dársena 44), en este punto se establece correspondencia con todas las líneas de los corredores 1 y 7 con cabecera en el intercambiador de Plaza de Castilla. En la superficie efectúan parada varias líneas urbanas con las que tiene correspondencia, y a través de pasillos subterráneos enlaza con las líneas 1, 9 y 10 del Metro de Madrid.
Tras abandonar los túneles del intercambiador subterráneo, la línea sale al Paseo de la Castellana, donde tiene una primera parada frente al Hospital La Paz (subida de viajeros). A partir de aquí sale por la M-30 hasta el nudo de Manoteras y toma la vía de servicio de la A-1.
En la vía de servicio tiene 4 paradas que prestan servicio al área industrial y empresarial de la A-1 hasta llegar al km. 13, donde toma la salida en dirección a La Moraleja y se interna en el barrio de El Soto hasta llegar a la cabecera en la Calle del Camino Nuevo.
En el circuito neutralizado dentro de El Soto, circula por la Calle de la Dalía, Calle de la Azalea y Calle de la Begonia (algunas expediciones de ida realizan este recorrido completo hasta aquí sin volver a Madrid). Los sábados laborables, domingos y festivos la línea toma la Calle del Nardo para dar servicio al Centro Cívico Anabel Segura (algunas expediciones de ida realizan este recorrido completo hasta aquí sin volver a Madrid) antes de volver a la cabecera en la Calle de la Begonia.
| Código | Zona | Localidad  | Denominación                                          | Ubicación                                        | Líneas de la parada | Metro             |
| --- | ---- | ---------- | ----------------------------------------------------- | ------------------------------------------------ | --- | ----------------- |
| 17472C |      | Madrid     | Intercambiador de Plaza de Castilla - Dársena 3       | Avenida de Asturias Nº2                          | 155 | Plaza de Castilla |
| Cabecera de las expediciones que salen desde la superficie del Intercambiador de Plaza de Castilla |      |            |                                                       |                                                  | |                   |
| 18074C |      | Madrid     | Intercambiador de Plaza de Castilla - Dársena 44      | Paseo de la Castellana Nº195                     | 107 151 155 876 N101 | Plaza de Castilla |
| Paradas del itinerario normal |      |            |                                                       |                                                  | |                   |
| 3253 |      | Madrid     | Paseo de la Castellana - Hospital La Paz              | Paseo de la Castellana Nº304 - Acceso Nudo Norte | 173 174 176 151 152C 153 154C 155 155B 156 157 157C 159 161 171 181 182 183 184 185 191193194195196197N101 N102 N103 N104 | Begoña            |
| 3261 |      | Madrid     | Avenida de Burgos - Avenida de Francisco Pi y Margall | Avenida de Burgos km. 10,3                       | 173 174 176 151 152C 153 154C 155 155B 156 157 157C 159 161 171 181 182 183 184 185 N101 N102 N103                        |                   |
| 06686 |      | Madrid     | Avenida de Burgos - Centro Comercial Sanchinarro      | Avenida de Burgos Nº133                          | 151 152C 153 154C 155 156 157 157C 158 159 161 171 181 182 183 184 185 N101 N102 N103                                     |                   |
| 06687 |      | Madrid     | Avenida de Burgos - Dominicos                         | Avenida de Burgos km. 11,3                       | 151 152C 153 154C 155 156 157 157C 158 159 161 171 181 182 183 184 185 N101 N102 N103                                     |                   |
| 06688 |      | Alcobendas | Carretera A-1 - El Encinar de los Reyes               | Carretera de Irún km. 12,7                       | 154C 155 157 N101 |                   |
| 06839 |      | Alcobendas | Calle del Camino Nuevo - Plaza de El Soto             | Calle del Camino Nuevo Nº4                       | 155 3 5 |                   |
| A partir de aquí comienza el servicio de vuelta, y se cambian los carteles electrónicos hacia Madrid. La hora de paso por esta parada es aproximadamente 15 minutos después de salir de Madrid. Algunos servicios no vuelven a Madrid |      |            |                                                       |                                                  | |                   |
| 06862 |      | Alcobendas | Calle de la Dalía - Calle de la Kerria                | Calle de la Dalía Nº23                           | 155 3 5 |                   |
| 06815 |      | Alcobendas | Calle de la Dalía - Calle del Jazmín                  | Calle de la Dalía Nº255                          | 155 3 5 |                   |
| 06814 |      | Alcobendas | Calle de la Dalía - Calle del Laurel                  | Calle de la Dalía Nº62                           | 155 3 5 |                   |
| 06813 |      | Alcobendas | Calle de la Dalía - Calle de la Azalea                | Calle de la Dalía Nº385                          | 155 3 5 |                   |
| Paradas realizadas por los servicios que continúan a la Calle del Nardo y el Centro Cívico Anabel Segura (sábados laborables, domingos y festivos)                                                                                    |      |            |                                                       |                                                  | |                   |
| 06812 |      | Alcobendas | Calle de la Azalea - Calle de la Begonia              | Calle de la Azalea Nº532                         | 155 1 2 3 5 |                   |
| 11336 |      | Alcobendas | Calle del Nardo - Calle de la Gardenia                | Calle del Nardo Nº12                             | 155 1 2 3 5 |                   |
| 12240 |      | Alcobendas | Calle del Nardo - Centro Cívico                       | Calle del Nardo Nº12                             | 155 1 2 3 5 | La Moraleja       |
| El último servicio de sábados laborables, domingos y festivos termina aquí |      |            |                                                       |                                                  | |                   |
| 11335 |      | Alcobendas | Calle del Nardo - Complejo Deportivo                  | Calle del Nardo Nº12                             | 155 1 2 3 5 |                   |
| Paradas del itinerario normal |      |            |                                                       |                                                  | |                   |
| 11277 |      | Alcobendas | Calle de la Begonia - Calle de la Azalea              | Calle de la Begonia Nº279                        | 155 1 3 5 |                   |
| Algunos servicios finalizan aquí su recorrido, aquellos que continúan a Madrid esperarán aquí a la hora programada de salida |      |            |                                                       |                                                  | |                   |

### Sentido Madrid (Plaza de Castilla)
El recorrido en sentido Madrid es igual al de ida pero en sentido contrario excepto en determinados puntos:
- La línea tiene un circuito neutralizado dentro de la urbanización El Soto, recorriendo el interior de la urbanización de manera circular antes de salir de vuelta a la vía de servicio de la A-1. Partiendo de la Calle del Camino Nuevo, dentro de la urbanización recorre la Calle de la Dalía, Calle de la Azalea y Calle de la Begonia (algunas expediciones de ida realizan este recorrido completo hasta aquí sin volver a Madrid). Los sábados laborables, domingos y festivos la línea toma la Calle del Nardo para dar servicio al Centro Cívico Anabel Segura (algunas expediciones de ida realizan este recorrido completo hasta aquí sin volver a Madrid) antes de volver a la cabecera en la Calle de la Begonia.
- En la vía de servicio de la A-1 realiza adicionalmente la parada 3265 - Avenida de Burgos Nº87 - Paso Elevado. La pareja de la parada 3265 no se realiza a la ida.

| Código | Zona | Localidad  | Denominación                               | Ubicación                                  | Líneas de la parada                                                                                       | Metro             |
| --- | ---- | ---------- | ------------------------------------------ | ------------------------------------------ | --- | ----------------- |
| La hora de paso por esta parada es aproximada, aproximadamente 5 minutos antes de cumplir la hora de salida exacta                                               |      |            |                                            |                                            | |                   |
| 06839 |      | Alcobendas | Calle del Camino Nuevo - Plaza de El Soto  | Calle del Camino Nuevo Nº4                 | 155 3 5                                                                                                   |                   |
| 06862 |      | Alcobendas | Calle de la Dalía - Calle de la Kerria     | Calle de la Dalía Nº23                     | 155 3 5                                                                                                   |                   |
| 06815 |      | Alcobendas | Calle de la Dalía - Calle del Jazmín       | Calle de la Dalía Nº255                    | 155 3 5                                                                                                   |                   |
| 06814 |      | Alcobendas | Calle de la Dalía - Calle del Laurel       | Calle de la Dalía Nº62                     | 155 3 5                                                                                                   |                   |
| 06813 |      | Alcobendas | Calle de la Dalía - Calle de la Azalea     | Calle de la Dalía Nº385                    | 155 3 5                                                                                                   |                   |
| Paradas realizadas por los servicios que continúan a la Calle del Nardo y el Centro Cívico Anabel Segura (sábados laborables, domingos y festivos)               |      |            |                                            |                                            | |                   |
| 06812 |      | Alcobendas | Calle de la Azalea - Calle de la Begonia   | Calle de la Azalea Nº532                   | 155 1 2 3 5                                                                                               |                   |
| 11336 |      | Alcobendas | Calle del Nardo - Calle de la Gardenia     | Calle del Nardo Nº12                       | 155 1 2 3 5                                                                                               |                   |
| 12240 |      | Alcobendas | Calle del Nardo - Centro Cívico            | Calle del Nardo Nº12                       | 155 1 2 3 5                                                                                               | La Moraleja       |
| El último servicio de sábados laborables, domingos y festivos termina aquí                                                                                       |      |            |                                            |                                            | |                   |
| 11335 |      | Alcobendas | Calle del Nardo - Complejo Deportivo       | Calle del Nardo Nº12                       | 155 1 2 3 5                                                                                               |                   |
| Paradas del itinerario normal |      |            |                                            |                                            | |                   |
| 11277 |      | Alcobendas | Calle de la Begonia - Calle de la Azalea   | Calle de la Begonia Nº279                  | 155 1 3 5                                                                                                 |                   |
| La hora programada de vuelta se cumple desde esta parada |      |            |                                            |                                            | |                   |
| Los servicios hacia Madrid no continuarán el viaje hasta cumplir la hora programada de vuelta. Algunos servicios no vuelven a Madrid y no continúan el recorrido |      |            |                                            |                                            | |                   |
| 06811 |      | Alcobendas | Calle de la Begonia - Cementerio           | Calle de la Begonia Nº277                  | 155 1 3 5                                                                                                 |                   |
| 06810 |      | Alcobendas | Calle del Jazmín - Calle de la Begonia     | Calle de la Begonia Nº258                  | 155 1 3 5                                                                                                 |                   |
| 06809 |      | Alcobendas | Calle del Jazmín - Calle del Iris          | Calle del Jazmín Nº8                       | 155 3 5                                                                                                   |                   |
| 06819 |      | Alcobendas | Calle de la Azalea - Calle de la Caléndula | Calle de la Azalea Nº84                    | 155 3 5                                                                                                   |                   |
| 06818 |      | Alcobendas | Calle de la Azalea - Calle de la Zarzamora | Calle de la Azalea Nº227                   | 155 3 5                                                                                                   |                   |
| 06808 |      | Alcobendas | Calle de la Azalea Nº65                    | Calle de la Azalea Nº203                   | 155 3 5                                                                                                   |                   |
| 06817 |      | Alcobendas | Calle de la Azalea - Plaza de El Soto      | Calle de la Azalea Nº1                     | 155 3 |                   |
| 06864 |      | Alcobendas | Carretera A-1 - El Encinar de los Reyes    | Carretera de Irún km. 13                   | 151 152C 153 154C 155 156 158 159 161 171 181 182 183 184 185 N101 N102 N103                              |                   |
| 06865 |      | Madrid     | Avenida de Burgos - Dominicos              | Avenida de Santo Domingo de la Calzada Nº1 | 151 152C 153 154C 155 156 157 157C 158 159 161 171 181 182 183 184 185 N101 N102 N103                     |                   |
| 50000 |      | Madrid     | Avenida de Burgos - Centro Financiero      | Avenida de Burgos Nº135                    | 151 152C 153 154C 155 156 157 157C 158 159 161 171 181 182 183 184 185 N101 N102 N103                     |                   |
| 3602 |      | Madrid     | Avenida de Burgos Nº93                     | Avenida de Burgos km. 10,1                 | 173 174 176 SE833 151 152C 153 154C 155 155B 156 157 157C 159 161 171 181 182 183 184 185 N101 N102 N103  |                   |
| 3265 |      | Madrid     | Avenida de Burgos Nº87 - Paso Elevado      | Avenida de Burgos Nº87                     | 173 174 176 SE833 151 152C 153 154C 155 155B 156 157 157C 159 161 171 181 182 183 184 185 N101 N102 N103  |                   |
| 10550 |      | Madrid     | Paseo de la Castellana - Hospital La Paz   | Paseo de la Castellana Nº296               | 151 152C 153 154C 155 155B 156 157 157C 159 161 181 182 183 184 185 191193194195196197N101 N102 N103 N104 | Begoña            |
| Terminal de las expediciónes que terminan en la superficie del Intercambiador de Plaza de Castilla                                                               |      |            |                                            |                                            | |                   |
| 18074 |      | Madrid     | Intercambiador de Plaza de Castilla        | Paseo de la Castellana Nº195               | Descenso antes de la dársena 42                                                                           | Plaza de Castilla |
| Terminal del itinerario normal |      |            |                                            |                                            | |                   |
| 17472 |      | Madrid     | Intercambiador de Plaza de Castilla        | Avenida de Asturias Nº2                    | Descenso en las dársenas 8, 9 y 10.                                                                       | Plaza de Castilla |